# Беловский сельсовет (Усть-Пристанский район)
Беловский сельсовет — муниципальное образование со статусом сельского поселения и административно-территориальное образование в Усть-Пристанском районе Алтайского края России. Административный центр — село Белово.

## Население
| 1998 | 1999 | 2000 | 2001 | 2002 | 2003 |
| ---- | ---- | ---- | ---- | ---- | ---- |
| 425  | ↗429 | ↘417 | ↘399 | ↘373 | ↘349 |
| 2004 | 2005 | 2006 | 2007 | 2008 | 2009 |
| ↘341 | ↘318 | ↘302 | ↘297 | ↘261 | ↗276 |
| 2010 | 2011 | 2012 | 2013 | 2014 | 2015 |
| ↘230 | ↘228 | ↘217 | ↘188 | ↘186 | ↘182 |
| 2016 | 2017 | 2018 | 2019 | 2020 | 2021 |
| ↘171 | ↘166 | ↘152 | ↘150 | ↘146 | ↘143 |

По результатам Всероссийской переписи населения 2010 года, численность населения муниципального образования составила 230 человек, в том числе 113 мужчин и 117 женщин. 

## Населённые пункты
В состав сельского поселения входит один населённый пункт — село Белово.